# Mercury-Little-Joe 5

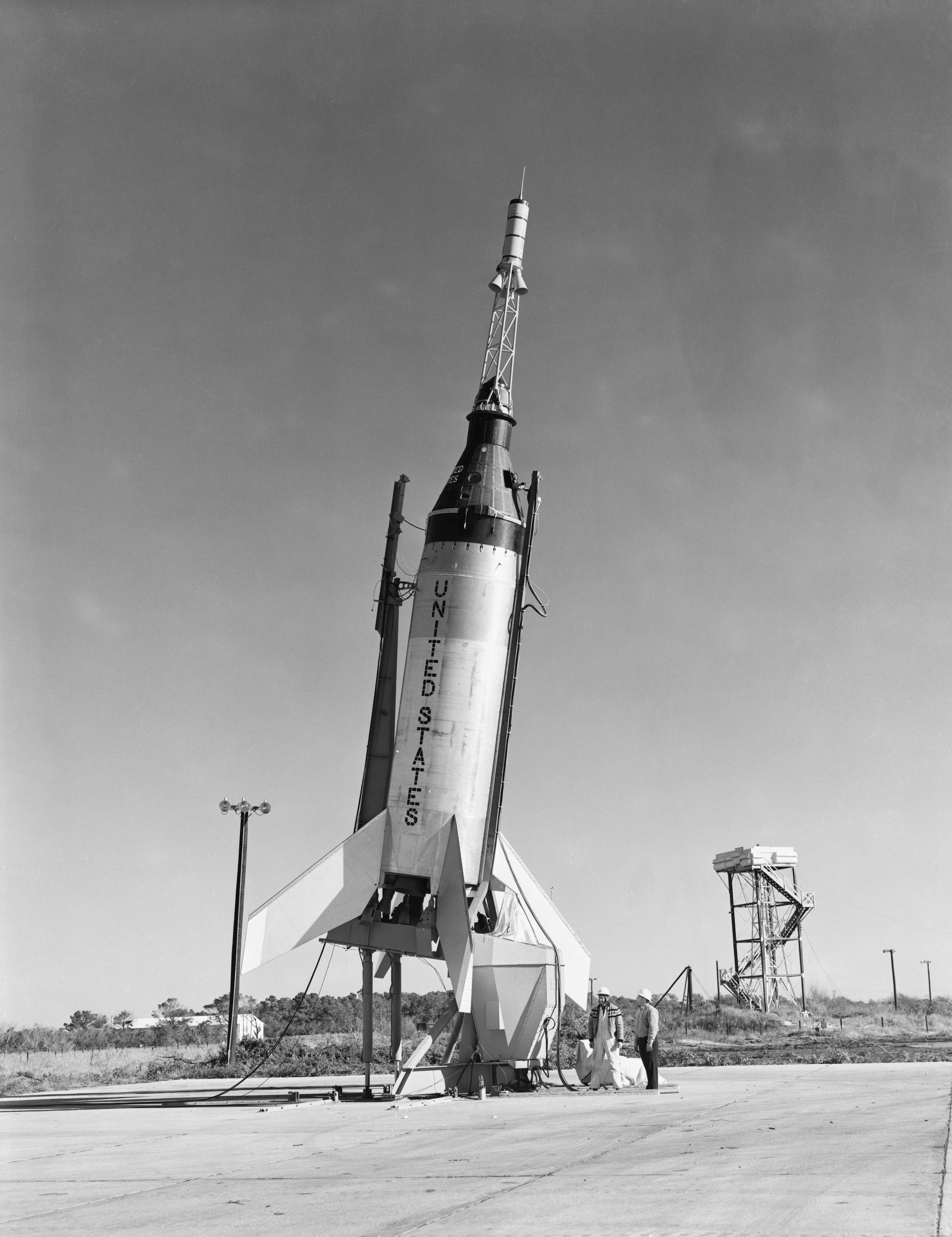
Little Joe 5 bei der Startvorbereitung

Little Joe 5 (LJ-5) war ein unbemannter Test im Rahmen des US-amerikanischen Raumfahrtprogramms Mercury. Der Start erfolgte am 8. November 1960 in Wallops Island in Virginia.
Die Mission sah vor, dass die Mercury-Kapsel 3 von der Little-Joe-Rakete auf Höhe gebracht werden sollte. Anschließend hätte die Rettungsrakete die Kapsel von der Rakete wegschießen sollen, woraufhin die Kapsel mit Fallschirmen im Atlantik hätte wassern sollen.
Jedoch zündeten die Rettungsrakete und die Triebwerke, die die Kapsel von der Rakete trennen sollten, bereits nach 16 Sekunden, während die Little-Joe-Rakete noch beschleunigte, sodass sich die Kapsel nicht von der Rakete trennen konnte. Die Rakete flog noch 16,2 Kilometer hoch und 20,9 Kilometer weit, ehe sie mitsamt der Kapsel im Atlantik zerschellte. Man konnte ca. 60 % der Rakete und 40 % der Kapsel bergen.
Vor dem Flug war erwogen worden, einen Affen in die Kapsel zu setzen. Hauptsächlich wegen technischer Schwierigkeiten wurde dieser Plan nicht durchgeführt.